# بير سلطان (عباس الغربي)
بیر سلطان (بالفارسية: پیرسلطان) هي مستوطنة تقع في إيران في قسم عباس الغربي الريفي. يقدر عدد سكانها بـ 459 نسمة .